# イリーナ・コルパコーワ
イリーナ・アレクサンドロブナ・コルパコーワ（ロシア語: Ири́на Алекса́ндровна Колпако́ва, ラテン文字転写: Irina Alexandrovna Kolpakova 1933年3月22日 - ）は、ソビエト連邦のバレエ芸術家、バレエマスター、振付家、教育学者である。ソ連邦英雄（1983年）、人民芸術家（1965年）。

## 経歴
イリーナ・コルパコーワ（カルパコワ）はレニングラード（サンクトペテルブルク）で1933年3月22日に生まれた。

包囲され、父が死んだレニングラードから避難した。
1951年、イリーナ・コルパコーワはワガノワのクラスでレニングラードバレエ学校（現在のワガノワ・バレエ・アカデミー）を卒業した。彼女は教師ワガノワにとって最後の生徒であった。

また、同年から1989年までは、プリマ・バレリーナとして、キーロフ記念レニングラード・オペラ・バレエ劇場（現：マリインスキー劇場）で多くのバレエを演じ、古典的なレパートリーである『ライモンダ』、『ジゼル』、『シルフィード』、そして特に『眠れる森の美女』のオーロラ姫により認められた。
彼女はユーリ・グリゴローヴィッチのバレエ『石の花』（カテリーナ）と『愛の伝説』（シリン）の初演ダンサーである。

1971年から1991年にかけて、彼女はキーロフ記念オペラバレエ劇場（現：マリインスキー劇場）で教師、コーチとして働いた。 また、1974年から1979年までは、ソビエト連邦最高会議IXに代議員としても参加した。

1982年にコルパコーワは、リムスキー・コルサコフ記念レニングラード音楽院を卒業した。 専攻はバレエマスター教師（卒業制作-P.A.Gusevの指揮による、Vilnius Opera and BalletTheaterでのP.I. チャイコフスキーによる『眠れる森の美女』）。

1986年からソ連邦劇場労働者連合の理事会メンバーとなり1990年代半ばから、彼女はニューヨークのアメリカン・バレエ・シアター(ABT)で振付家兼教師として、パートナーであり元ダンサーV.セミョーノフと一緒に働いた。
1995年よりコルパコーワの母校であったワガノワ・バレエ・アカデミーのクラシックダンス学科教授となる。

1996年当時大統領であったボリス・エリツィンの決定により、「ロシア芸術発展への顕著に貢献した」として、彼女に対する大統領年金が設立された。

国際バレエコンクール<<ワガノワ賞 Vaganova PRIX>>の審査委員長である。

現在は、サンクトペテルブルクのトルストイハウスと、マンハッタンに住居を構えている。

## 人物
人気と実力、両方を勝ち得たロシアバレエを代表するプリマ・バレリーナである。
漫画「アラベスク」の中にコルパコーワをモデルとしたプリマ・バレリーナが実名で登場する。

## 受賞歴
- ソ連邦国家賞受賞（1980年）
- レーニン勲章受賞（1983年）

## 家族
父：アレクサンドル・ゲラシーモビッチ・コルパコフ - サンクトペテルブルク大学数学教師。
母：レオンチーナ・カルローブナ・ペルム - 経済学者。
配偶者：ウラジレーン・セミョーノフ（1932年生まれ）- バレエダンサー、バレエ教師でソ連の人民芸術家（1983年）。 
娘：タチアナ・セミョーノヴァ - 衣類デザイナー、ファッションハウスの創設者。